# リンカーン・センター

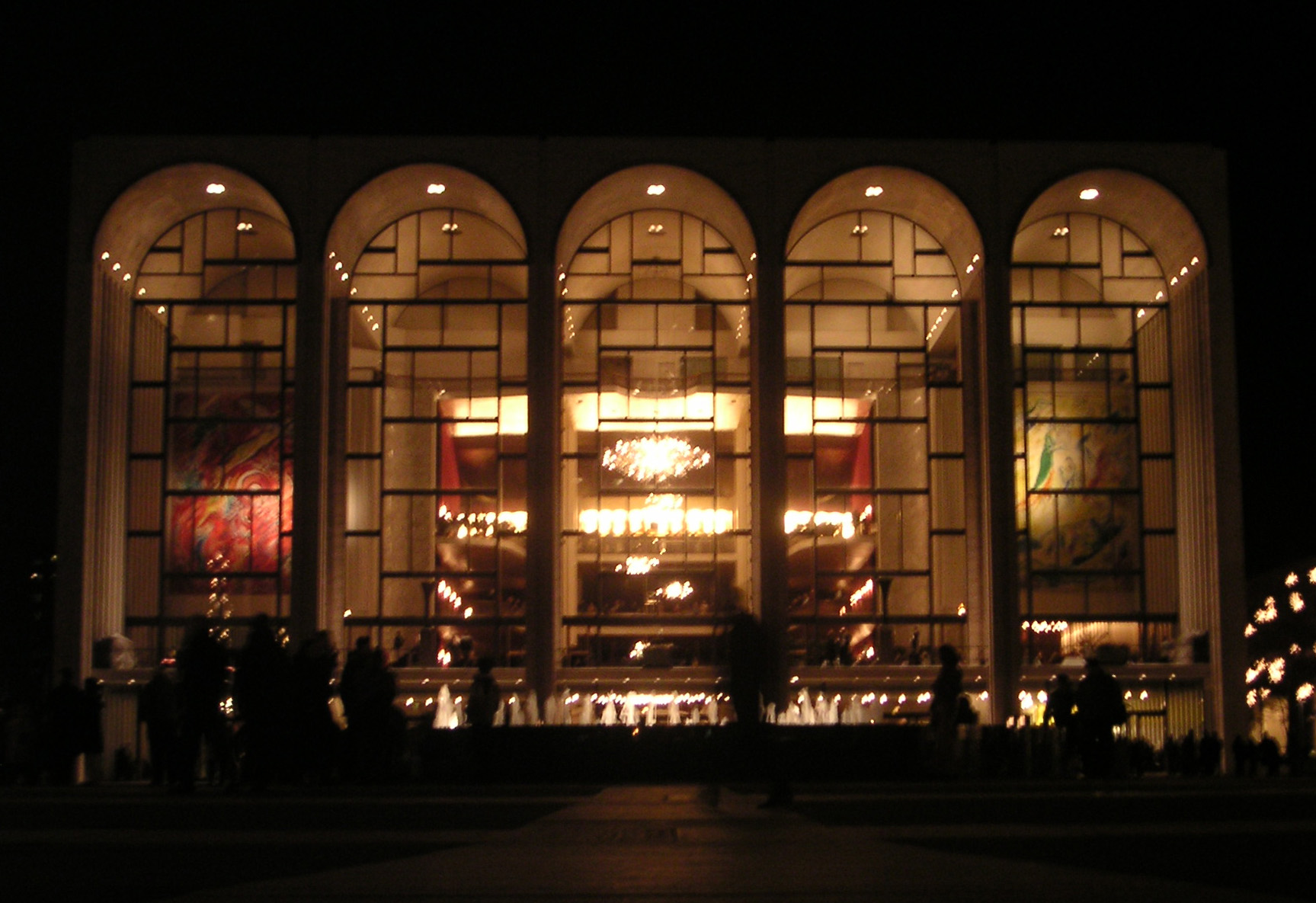
メトロポリタン歌劇場

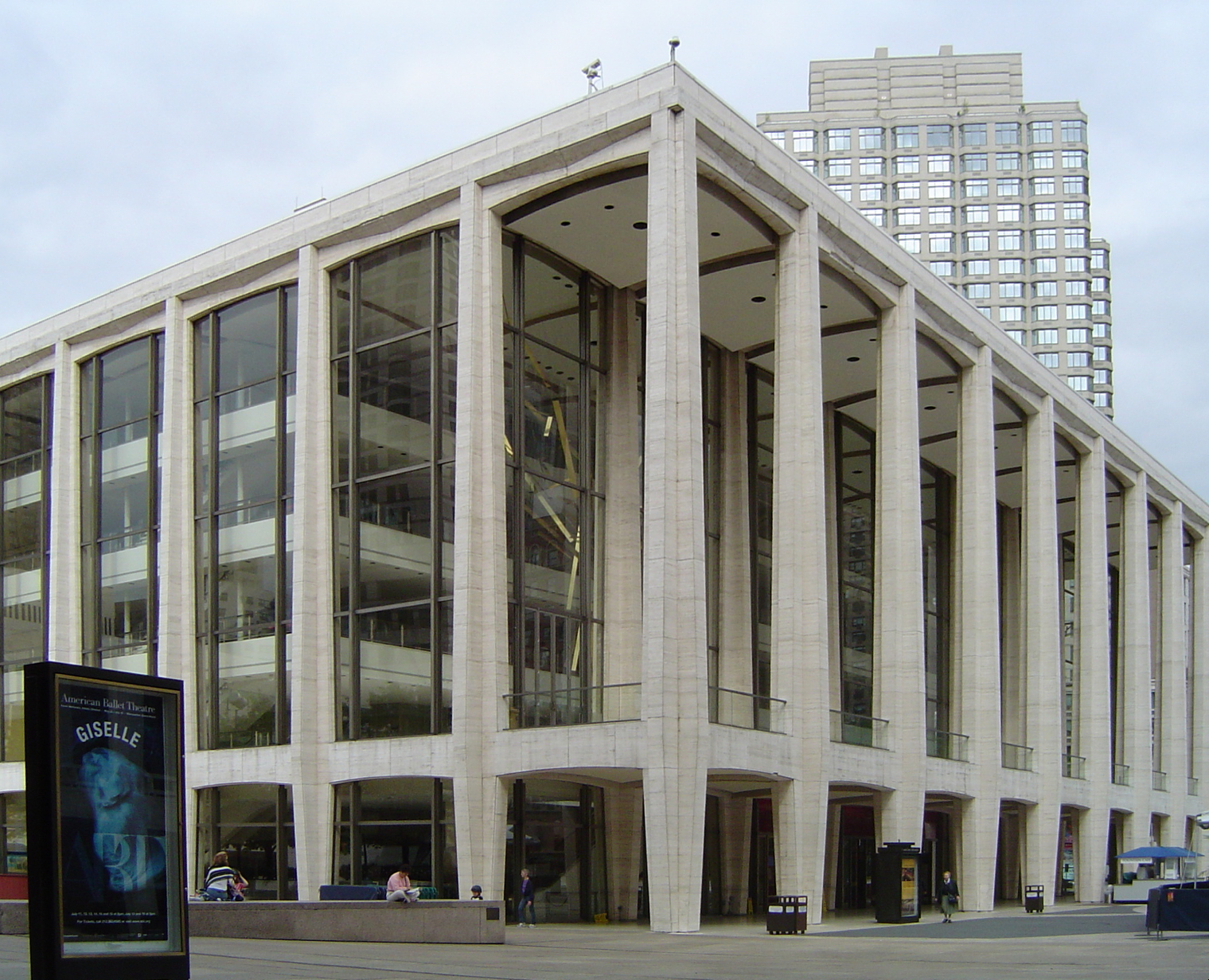
ディヴィッド・ゲフィン・ホール

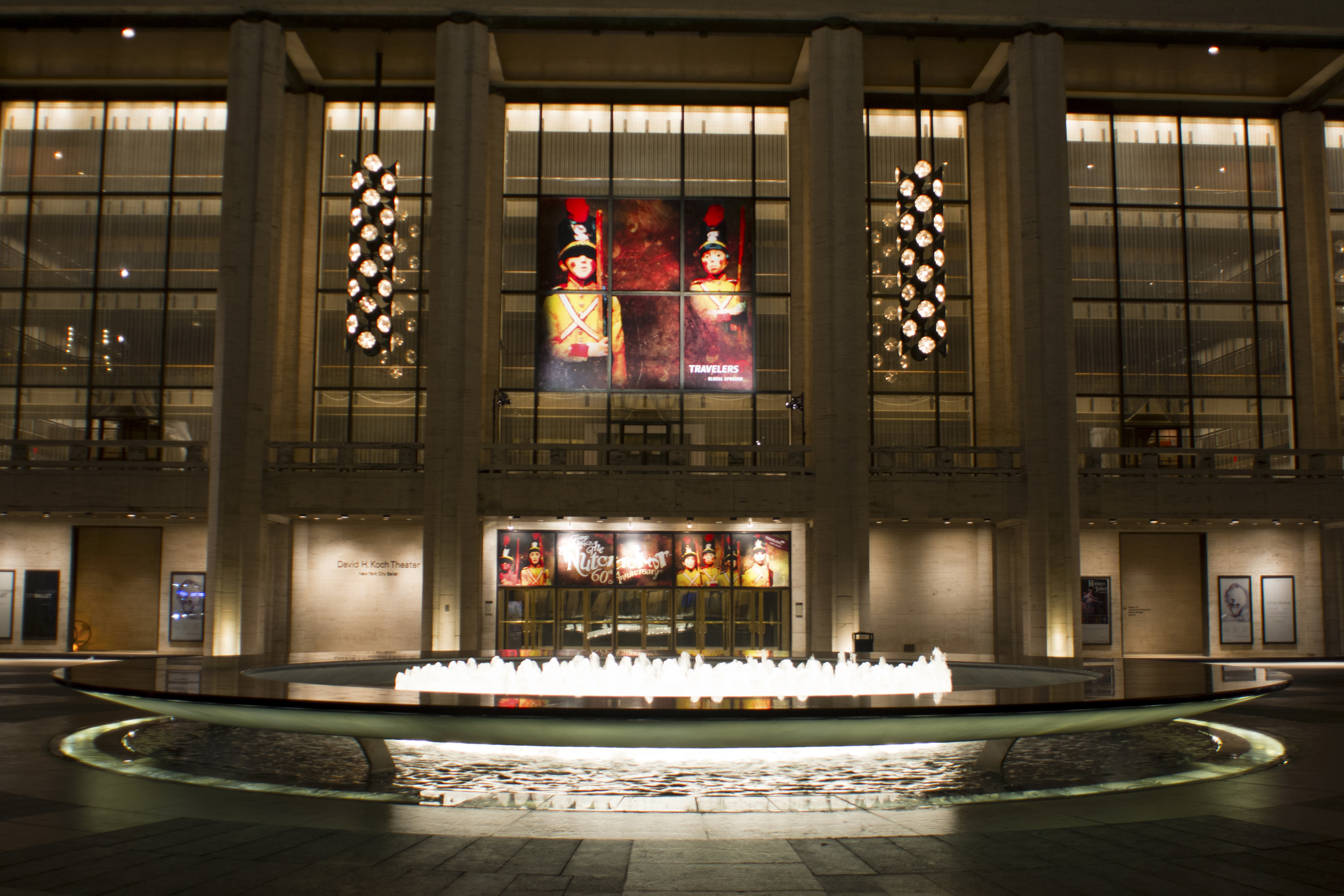
ディヴィッド・H・コーク劇場

リンカーン・センター（Lincoln Center for the Performing Arts）は、アメリカ合衆国ニューヨーク市マンハッタン区アッパー・ウエスト・サイドにある総合芸術施設。劇場や、コンサートホール、芸術学校、図書館などがある。
ロックフェラー3世のイニシアティブの下、1950年代から1960年代にかけて建設された。建設地の地区名であるリンカーン・スクエアからリンカーン・センターという名前が付けられた。

## 主要施設
- アリス・タリー・ホール
  - Chamber Music Society of Lincoln Centerの本拠地
- ディヴィッド・ゲフィン・ホール（旧称エイブリー・フィッシャー・ホール）
  - ニューヨーク・フィルハーモニックの本拠地
- メトロポリタン・オペラ・ハウス
  - メトロポリタン・オペラの本拠地
- ディヴィッド・H・コーク・シアター（旧称：ニューヨーク州立劇場）
  - ニューヨーク・シティ・バレエ団の本拠地；かつてはニューヨーク・シティ・オペラの本拠地でもあった
- ビビアン・ボーモント・シアター
- Mitzi E. Newhouse Theater
- Claire Tow Theater
- ウォルター・リード劇場 (Walter Reade Theater) 
  - リンカーン・センター映画協会によって使われる映画館
- Elinor Bunin Munroe Film Center
- David Rubenstein Atrium
- Clark Studio Theater
  - Lincoln Center Educationの施設
- Damrosch Park
- Daniel and Joanna S. Rose Rehearsal Studio
- Josie Robertson Plaza
- ジャズ・アット・リンカーン・センター
- New York Public Library for the Performing Arts内のBruno Walter Auditorium
- ジュリアード音楽院
- Hearst Plaza, Barclay's Capital Grove, and Broadway Plaza

その他の関連施設
- フォーダム大学Leon Lowenstein Hall内のPope Auditorium
- ジョン・ジェイ大学内のGerald W. Lynch Theater
- Church of St. Ignatius Loyola

## 関連組織
- アメリカン・バレエ・シアター
- ジュリアード音楽院
- ニューヨーク・シティ・バレエ団
- ニューヨーク・シティ・オペラ（本拠地としていたが、2011年に契約をやめ、2013年10月1日に連邦倒産法適用の申請が発表された[1]）
- メトロポリタン・オペラ
- リンカーン・センター映画協会
- Chamber Music Society of Lincoln Center
- School of American Ballet

## 交通アクセス
- ニューヨーク市地下鉄1系統 IRTブロードウェイ-7番街線66丁目-リンカーン・センター駅 徒歩2分